# Joseph Braun (colonel)
Ne doit pas être confondu avec József Braun.
Pour les articles homonymes, voir Braun.
 Joseph Braun , né le 22 novembre 1759 à Landau (Rhénanie-Palatinat), mort le 21 novembre 1830 à Auxonne (Côte-d'Or), est un militaire français de la Révolution et de l’Empire.

## États de service
Il entre en service le 4 mars 1777, comme canonnier au régiment d’artillerie de Grenoble, et il fait les guerres de 1777 à 1783 en Amérique. Il devient sergent le 1er juillet 1782, sergent major en 1791, et lieutenant le 1er juin 1792.
Affecté à l’armée des Alpes, il reçoit son brevet de capitaine au 2e régiment d’artillerie le 1er août 1793. Il fait les campagnes de cette année là dans les Pyrénées-Orientales, et dans les Alpes-Maritimes. Muté à Toulon en l’an II, il passe à l’armée de Sambre-et-Meuse, où il fait les guerres des ans III et IV. 
De l’an V à l’an IX, il fait partie successivement des armées de Rhin-et-Moselle, et d’Italie. Employé à l’armement de plusieurs places frontières, il est nommé chef de bataillon le 2 octobre 1802, puis major au 8e régiment d’artillerie à pied le 6 décembre 1803. Il est fait chevalier de la Légion d’honneur le 25 mars 1804.
De l’an XII à l’an XIII, il est employé en Hollande, et en octobre 1805, il se trouve devant Ulm, avec le 2e corps de la Grande Armée. Passé à l’armée de Dalmatie, il est promu colonel le 10 juillet 1806, puis il occupe successivement diverses directions d’artillerie, avant de rejoindre celle de Turin le 1er juillet 1808, où il reçoit le 25 novembre 1813, la croix d’officier de la Légion d’honneur.
De retour en France après l’évacuation de Turin le 9 mai 1814, il est envoyé le 8 juin suivant, à Auxonne comme directeur d’artillerie, et il est fait chevalier de Saint-Louis le 8 juillet de la même année, par le roi Louis XVIII. Il est admis à la retraite le 3 septembre 1815, avec le grade honorifique de maréchal de camp.
Il meurt le 21 novembre 1830, à Auxonne.

## Sources
- A. Lievyns, Jean Maurice Verdot, Pierre Bégat, Fastes de la Légion-d'honneur, biographie de tous les décorés accompagnée de l'histoire législative et réglementaire de l'ordre, Tome 4, Bureau de l’administration, 1844, 640 p. (lire en ligne), p. 300.
- « Cote LH/353/56 », base Léonore, ministère français de la Culture
- Joseph Braun  sur roglo.eu
- Danielle Quintin et Bernard Quintin, Dictionnaires des colonels de Napoléon, S.P.M., 2013, 978 p. (ISBN 978-2-296-53887-0, lire en ligne), p. 135
- Léon Hennet, Etat militaire de France pour l’année 1793, Siège de la société, Paris, 1903, p. 124.